# Dilophus pallens
Dilophus pallens är en tvåvingeart som först beskrevs av Blanchard 1852.  Dilophus pallens ingår i släktet Dilophus och familjen hårmyggor. Inga underarter finns listade i Catalogue of Life.